# Thomas Frank
Thomas Frank (* 9. října 1973 Frederiksværk) je dánský profesionální fotbalový trenér, který je hlavním trenérem anglického klubu Tottenham Hotspur FC.

## Trenérská kariéra

### Brøndby
Po osmnácti letech trénování mládeže, během nichž působil jako manažer několika dánských mládežnických reprezentací, se Frank v roce 2013 stal manažerem dánského klubu Brøndby IF.

### Brentford
Po jeho odchodu v roce 2016 přešel do anglického Brentfordu, kde dva roky působil jako asistent Deana Smithe, a v říjnu 2018 byl povýšen do role hlavního trenéra. Na konci sezony 2020/21 se Frank stal teprve druhým hlavním trenérem Brentfordu, který klub dovedl k postupu do nejvyšší anglické fotbalové soutěže.

## Trenérské statistiky
K 9. lednu 2023
| Tým          | Od              | Do             | Statistiky | Statistiky | Statistiky | Statistiky | Statistiky |
| Tým          | Od              | Do             | Zápasy     | Výhry      | Remízy     | Prohry     | % Výhry    |
| ------------ | --------------- | -------------- | ---------- | ---------- | ---------- | ---------- | ---------- |
| Brøndby IF   | 10. června 2013 | 9. března 2016 | 103        | 46         | 29         | 28         | 44,66      |
| Brentford FC | 16. října 2018  | Současnost     | 212        | 95         | 51         | 66         | 44,81      |
| Celkem       | Celkem          | Celkem         | 315        | 141        | 80         | 94         | 44,76      |

## Ocenění

### Trenérská

#### Reprezentační

##### Dánsko U17
- Syrenka Cup: 2010[11][12]

##### Individuální
- Trenér roku London Football Awards: 2020[13]
- Trenér měsíce EFL Championship: červen 2020, prosinec 2020[14]